# Galium equisetoides
Galium equisetoides är en måreväxtart som först beskrevs av Adelbert von Chamisso och Diederich Franz Leonhard von Schlechtendal, och fick sitt nu gällande namn av Paul Carpenter Standley. Galium equisetoides ingår i släktet måror, och familjen måreväxter. Inga underarter finns listade i Catalogue of Life.